# Einar Iversen
Pour les articles homonymes, voir Iversen.
Einar « Pastor'n » Iversen, né le 27 juillet 1930 à Mandal en Norvège et mort le 3 avril 2019, est un compositeur et pianiste de jazz norvégien.
Il entre dans le jazz après la fin de la Seconde Guerre mondiale. Pendant plus de soixante ans, il joue avec tout le monde dans le jazz norvégien,,,,.

## Biographie
Einar Iversen est né le 27 juillet 1930 à Mandal.
Il grandit à Oslo, où il étudie le piano classique sous la direction d'Inge Rolf Ringnes, Artur Schnabel et Finn Mortensen, et il s'établit sur la scène jazz d'Oslo (1949). Il sort son premier album avec l'orchestre de Rowland Greenberg (1953) et devient l'un des musiciens de jazz norvégiens les plus respectés, récompensé du Buddyprisen (1958).
Il joue dans plusieurs théâtres, avec Dizzy Gillespie au Birdland (1952), sur l'America Boat avec Anthony Ortega (1954) et Modern Jazz Quartet (1955), et est pianiste régulier au Metropol Club de Jazz, où il joue avec des grands noms du jazz tels que Dexter Gordon (1962), Coleman Hawkins (1963), Johnny Griffin (1964), et avec Svend Asmussen et Stuff Smith en Suède en 1965. Il enregistre un album avec son propre trio (Moi et Mon Piano 1967, réédité en 2010). Il collabore avec les suédois Putte Wickman et Monica Zetterlund, et Povel Ramel en tournée en 1978. En Norvège, il participe à plusieurs sorties avec Bjarne Nerem, Egil Johansen, Totti Bergh, Nora Brockstedt et Ditlef Eckhoff.
Il dirige son propre "E. I. Trio" avec Tor Hauge (basse) et Jon Christensen (batterie). Ils sortent le premier enregistrement du trio de jazz de Norvège, Moi et mon piano en 1967, "Ponca Jazz Records" de 2005), contenant des standards de Jazz. Sur "Gemini Records", il sort l'album Jazz på norsk (1990), Who can I turn to (1991), Portrait of a norwegian jazz artist – Einar Iversen (2001), et Seaview ("Hazel Records", 2001) Avec Tine Asmundsen (basse) et Svein Christiansen (batterie). Les œuvres récentes d'Iversen sont publiées dans Twelve compositions ("Norsk jazzforlag", 2005).

## Honneurs
- Buddyprisen 1958
- Chevalier de Première Classe de l'Ordre du St Olavs
- Gammleng-prisen dans la classe des vétérans en 1997

## Compositions
- Twelve Compositions, musique par Einar Iversen,  (ISBN 82-92521-04-6) (ISMN M-706695-05-1)

## Discographie

### Albums solo
- 1967 : Moi et mon piano (Ponca Jazz Records, 2005), "E. I. Trio", y compris Tor Hauge & Jon Christensen
- 2001 : Seaview (Hazel Records), trio", y compris Tine Asmundsen & Svein Christiansen
- 2001 : Einar Iversen

## Travaux collaboratifs
- 2007 About Time (Hazel Jazz HJ4), avec Lill Holen